# Дорофей (Филип)
Митрополит Дорофей (Доротей, в миру Димитрій Георгійович Филип; * 20 жовтня 1913, с. Нанково, Закарпаття — 30 грудня 1999) — православний діяч у Чехословаччині, предстоятель ЧСПЦ.
12 червня 1955 року рукоположений в сан — єпископа Кременецького. Хіротонію звершили патріарх Московский і всія Русі Алексій I, архієпископ Можайский Макарій (Даєв) і настоятель Антіохійского подвір'я в Москві єпископ Сергіопольский Василій (Самаха).
З 19 серпня 1955 по 25 жовтня 1964 єпископ Пряшівський.
З 25 жовтня 1964 до 30 грудня 1999 року — празький митрополит, голова Православної Церкви Чехословаччини.
Активний в екуменічному русі.